# 비헤이빙 배들리
《비헤이빙 배들리》(영어: Behaving Badly)는 미국에서 제작된 팀 개릭 감독의 2014년 청춘 섹스 코미디 영화이다. 냇 울프, 설리나 고메즈, 메리루이즈 파커, 엘리자베스 슈, 딜런 맥더멋, 헤더 그레이엄, 제이슨 리, 케리 엘위스 등이 출연하였고, 앤드루 러자 등이 제작에 참여하였다.

## 출연
- 냇 울프
- 설리나 고메즈
- 메리루이즈 파커
- 엘리자베스 슈
- 딜런 맥더멋
- 라클런 뷰캐넌
- 헤더 그레이엄
- 애슐리 리카즈
- 제이슨 리
- 오스틴 스토얼
- 케리 엘위스
- 패트릭 워버턴
- 게리 뷰시
- 제이슨 아쿠나
- 러스티 조이너
- 미치 휴어
- 스콧 에번스
- 길 매키니
- 민디 로빈슨
- 저스틴 비버

## 기타 제작진
- 세트: 저스틴 리브
- 의상: 프랜신 제이미슨탠척